# Dysdera simoni
Dysdera simoni là một loài nhện trong họ Dysderidae.
Loài này thuộc chi Dysdera. Dysdera simoni được Christa Deeleman-Reinhold miêu tả năm 1988.